# Ottorino Zanon
Ottorino Zanon (Vicenza, 9 de agosto de 1915 – Brescia, 14 de septiembre de 1972) fue un sacerdote italiano, que en el año 1941 fundó la Congregación de la Pia Societá de San Gaetano.

## Biografía
Nació en la ciudad de Vicenza, en el norte de Italia, el 9 de agosto de 1915, en una familia humilde, probada por la pobreza y el sufrimiento, pero rica de fe y de religiosidad. Su padre era albañil y su madre ama de casa. Entra en seminario en el 1927.

## Sacerdocio
En la sanación prodigiosa de su mamá en el santuario de la Virgen de Lourdes vio el signo del Señor que lo llamaba para ser sacerdote. Fue ordenado sacerdote 26 de mayo de 1940, durante la Segunda Guerra Mundial. Capellán en una parroquia de la ciudad, fue golpeado por la situación de dolor y la degradación de los vivos familias en las afueras de la ciudad.

## Pia Societá San Gaetano
El 24 de mayo de 1941 dio a luz a una obra nueva, el Instituto San Gaetano, recogiendo y hospedando a huérfanos y abandonados para educarlos a través del trabajo, porque eran buenos ciudadanos y buenos cristianos. De los colaboradores comienzo involucrados en el trabajo, confiando en la Providencia para responder a las necesidades de un sinnúmero de niños, nunca se perdió los signos concretos de la presencia de Dios. En 1948 se levantó el primer grupo de jóvenes, que se convertirán religiosos, sacerdotes y diáconos.
Tenía un espíritu paterno, educación jovial e innovador de los jóvenes,  una pasión abrumadora para Jesús y un deseo desbordante de anunciar al mundo la belleza de estar unidos con Él y con los demás.
Don Ottorino se dedicó a la formación de los jóvenes y animado la expansión misionera de la congregación. 
Se rodeó de colaboradores, e intuyó la necesidad de la figura del diácono al lado del sacerdote. 
La obra fue creciendo, con el reconocimiento diocesano en el año 1961 y la aprobación pontificia en el año 1991, con el nombre de Pía Sociedad San Cayetano.
Padre Ottorino quiso que sus Religiosos, sacerdotes y diáconos, se pusieran al servicio de la Iglesia asumiendo la responsabilidad de las parroquias en diócesis con problemas o necesidad de clero, trabajando como comunidades religiosas en la pastoral, dando ejemplo de vida comunitaria en un servicio diaconal atento a la realidad de la gente.

## Su espiritualidad se resume en algunos puntos esenciales y populares
- Cristo al centro de todo: “Con Cristo en el corazón, en la familia, en el trabajo”.
- Comunión profunda con el Señor: “Dios está al teléfono. ¿Por qué lo haces esperar?”.
- Atención a la voluntad de Dios: “¿Estoy en mi lugar?”.
- Profunda devoción mariana: “María es la buena madre del Cielo”.
- Fuego misionero: “El apóstol tiene que dar”.[1]

## Presencia
La Congregación tomó el vuelo durante la breve vida del padre Ottorino, y actualmente está presente:
- en Europa: Italia y Albania
- en África: Mozambique
- en América Latina: Argentina, Brasil, Paraguay, Guatemala, El Salvador[1]

En Guatemala llegó en el año 1966, en la diócesis de Zacapa, donde era obispo Mons. Costantino Luna
Actualmente tiene cuatro Comunidades:
1. Estanzuela (Zacapa), con la parroquia y una comunidad vocacional.
2. San Cayetano (Guatemala ciudad), con la parroquia.
3. La Verbena (Guatemala ciudad), con la parroquia y una comunidad vocacional.
4. Tajumulco (San Marcos), con la parroquia y experiencias de voluntariado.

## Integrantes
La Familia del padre Ottorino está integrada por:
1. Presbíteros y Diáconos permanentes, los cuales viven su consagración religiosa en el servicio pastoral.
2. Diáconos permanentes casados, insertados en sus parroquias, los cuales promueven el espíritu de servicio en su ámbito eclesial, familiar y laboral.
3. Hermanas en la diaconía, mujeres consagradas que viven en pequeñas comunidades, empeñadas en un trabajo profesional para promover la diaconía en los ambientes laborales.
4. Amigos del padre Ottorino, laicos que comparten el carisma diaconal en la familia y en el trabajo.
5. Jóvenes en la diaconía, fascinados por la espiritualidad del evangelio y del padre Ottorino, deseosos de vivir como jóvenes la vocación diaconal.[1]

## Fallecimiento
Don Ottorino murió en Brescia el 14 de septiembre de 1972, debido a un accidente Automovilístico.
Sus últimas palabras fueron: "Jesús, te amo".

## Venerable
El 5 de junio de 2015, El papa Francisco aprobó las Virtudes Heroicas del Padre Ottorino Zanon, aprobando así una nueva fase para su beatificación.